# Литвак Вікторія Павлівна
Вікторія Павлівна Литвак (06. 01. 1984, Луцьк) — українська поетеса. Член НСПУ (2009).

## Життєпис
Закінчила Волинський університет ім. Лесі Українки, філологічний факультет (Луцьк, 2006). Працювала літературним редактором у місцевій пресі.

## Творчість
Друкувалася у журналі «Дзвін», часописі «Київська Русь». Окремі поезії вміщено у збірках молодих поетів та антологіях «Дванадцять пригорщ із Лесиного джерела» (2001), «Амплітуда провесни» (2004), «Літпошта» (2009), «БАНДЕРШТАТна антологія» (2015). Авторка збірок «Дощеволію за літом» (2005) та «Кишеньковий день» (2008).